# Kazimierz Ajdukiewicz
Kazimierz Ajdukiewicz (Ternopil', 12 dicembre 1890 – Varsavia, 12 aprile 1963) è stato un filosofo e logico polacco, studioso di metodologia della scienza.

## Biografia
Allievo di Jan Łukasiewicz ed esponente della scuola polacca di logica, ha insegnato nelle università di Leopoli, Poznań e Varsavia, dal 1921 al 1961.
Sotto influsso di David Hilbert, il suo approccio metodologico, d'impronta neopositivistica, essenzialmente mira a una approfondita analisi dei rapporti tra linguaggio e conoscenza, tracciando, in particolare, le linee di una filosofia del linguaggio che lega lo sviluppo della scienza con quello della lingua. I suoi scritti hanno contribuito a chiarire la natura della logica e della semiotica.

## Opere
In polacco
- 1921 – Z metodologii nauk dedukcyjnych
- 1923 – Główne kierunki filozofii
- 1928 – Główne zasady metodologii nauk i logiki formalnej
- 1931 – O znaczeniu wyrażeń
- 1934 – Logiczne podstawy nauczania, 
  - Obraz świata i aparatura pojęciowa
- 1938 – Propedeutyka filozofii
- 1948 – Epistemologia i semantyka
- 1949 – Zagadnienia i kierunki filozofii
- 1952 – Zarys logiki
- 1958 – Medytacji o pierwszej filozofii
- 1964 – Zagadnienia empiryzmu a koncepcja znaczenia
- 1965 – Logika pragmatyczna
- 1960-65 – Język i poznanie. Wybór pism

In inglese
- Pragmatic Logic, Dordrecht, Reidel, 1974.
- Problems and Theories of Philosophy, Cambridge, Cambridge University Press, 1975.
- The Scientific World-Perspective and Other Essays 1931-1963, Dordrecht, Reidel, 1977.